# Lügende Lippen
Lügende Lippen ist ein US-amerikanisches Filmdrama aus dem Jahr 1950 von Ida Lupino mit Sally Forrest und Keefe Brasselle in den Hauptrollen. Der Film wurde von The Filmakers, Inc. produziert.

## Handlung
Nach einer erfolgreichen Vorführung schaut das junge Tanzpaar Carol Williams und Guy Richards hoffnungsvoll in eine Zukunft im Showbusiness. Als Carol unter Sehschwierigkeiten zu leiden beginnt, lässt sie sich von Dr. Taylor untersuchen, der bei ihr Poliomyelitis diagnostiziert. Carol verzweifelt, weil sie glaubt, nie wieder gehen, geschweige denn tanzen, zu können. Sie wird zur Physiotherapie ins Kabat Kaiser Institut überwiesen. Ihr wird versichert, dass sie wieder gehen kann, solange sie die Therapie absolviert. In der Zwischenzeit nimmt Guy eine Arbeit als Immobilienmakler an.
Carols Therapie zeigt erste Fortschritte. Sie lernt Len Randall kennen, der im Rollstuhl sitzt und sie mit einem Squaredance beeindruckt. Carol verliebt sich in Len. Als Guy zu Besuch kommt und sich mit ihr verloben will, lehnt sie ab. Guy sei nicht für ein Leben als Makler gemacht. Außerdem werde sie es nicht zulassen, dass er sie pflegt. Betroffen fragt er sie, was sie zu ihren Gesinnungswandel gebracht habe. Carol schreit ihn zornig an, dass sie ein Krüppel sei. Guy unternimmt mit Carol einen Ausflug, um sich mit ihr auszusprechen. Sie fordert ihn auf, sich eine Frau zu suchen, die zu ihm passt. Guy gibt die Hoffnung auf und beginnt ein Verhältnis mit seiner Sekretärin.
An ihrem 21. Geburtstag schafft Carol ihre ersten Schritte. Guy besucht sie und erklärt ihr, dass er ihren Ratschlag befolgt habe. Er habe das Maklergeschäft aufgegeben und sei wieder als Tänzer tätig mit einer neuen Partnerin. Carol ist schockiert, lässt sich aber nichts anmerken. Len versucht sie zu trösten, schockiert sie aber noch mehr mit der Ankündigung, nach seiner Entlassung zu seiner Frau zurückzukehren.
Nach einiger Zeit wird auch Carol entlassen. Das Gehen fällt ihr noch schwer und sie ist eifersüchtig auf die gesunden Menschen. Unerwartet erscheint Guy, der sie in die Arme nimmt.

## Produktion

### Hintergrund
Gedreht wurde der Film von Mitte September bis Anfang Oktober 1949 in Los Angeles, Santa Monica sowie in den Universal-Studios in Universal City.
Für Ida Lupino, die mit 16 Jahren selbst an Poliomyelitis erkrankt war, war es die zweite Arbeit als Regisseurin, allerdings die erste, bei der sie von vornherein als Regisseurin arbeitete. Kurz vorher war sie bei dem Film Verführt für Elmer Clifton, der einen Herzinfarkt erlitten hatte, eingesprungen.
Mit ihrem Ehemann Collier Young verfasste sie das Drehbuch und produzierte den Film. Noch während der Dreharbeiten änderten sie den Namen ihrer Produktionsgesellschaft von Emerald Productions in The Filmakers. Young und Lupino beschafften sich das Geld von Freunden und setzten auch eigenes Geld ein. Das Ergebnis beeindruckte Howard Hughes so sehr, dass er beiden einen Vertrag über neun Monate als unabhängige Produzenten gab.
Lügende Lippen wurde 2010 vom Museum of Modern Art in die Filmsammlung aufgenommen.

### Stab
Van Nest Polglase war für das Szenenbild zuständig, Joseph Kish für die Ausstattung.

### Besetzung
Für Hugh O’Brian war es der erste Spielfilm, bei dem er im Vor- und Abspann genannt wurde.

## Veröffentlichung
Die Premiere des Films fand im Januar 1950 statt. In der Bundesrepublik Deutschland kam er am 20. Juli 1956 in die Kinos.

## Kritiken
Der Filmkritiken-Aggregator Rotten Tomatoes hat in einer Auswertung ein Publikumsergebnis von 33 Prozent positiver Bewertungen ermittelt.
Das Lexikon des internationalen Films schrieb: „Anspruchloser Werbefilm für die Polio-Impfung, konstruiert und sentimental in der Handlung, der dokumentarische Hintergrund jedoch ist informativ und sorgfältig recherchiert.“
Manohla Dargis von der The New York Times beschrieb den Film als kompromisslos, anspruchslos und dennoch einprägsam.
Richard Brody schrieb im Magazin The New Yorker, die Regisseurin habe aus dem rührseligen Stoff eine energische, reife Studie über die Auflösung einer Persönlichkeit gemacht.